# Erycibe tixieri
Erycibe tixieri är en vindeväxtart som beskrevs av T. Deroin. Erycibe tixieri ingår i släktet Erycibe och familjen vindeväxter. Inga underarter finns listade i Catalogue of Life.